# Tim Schreder

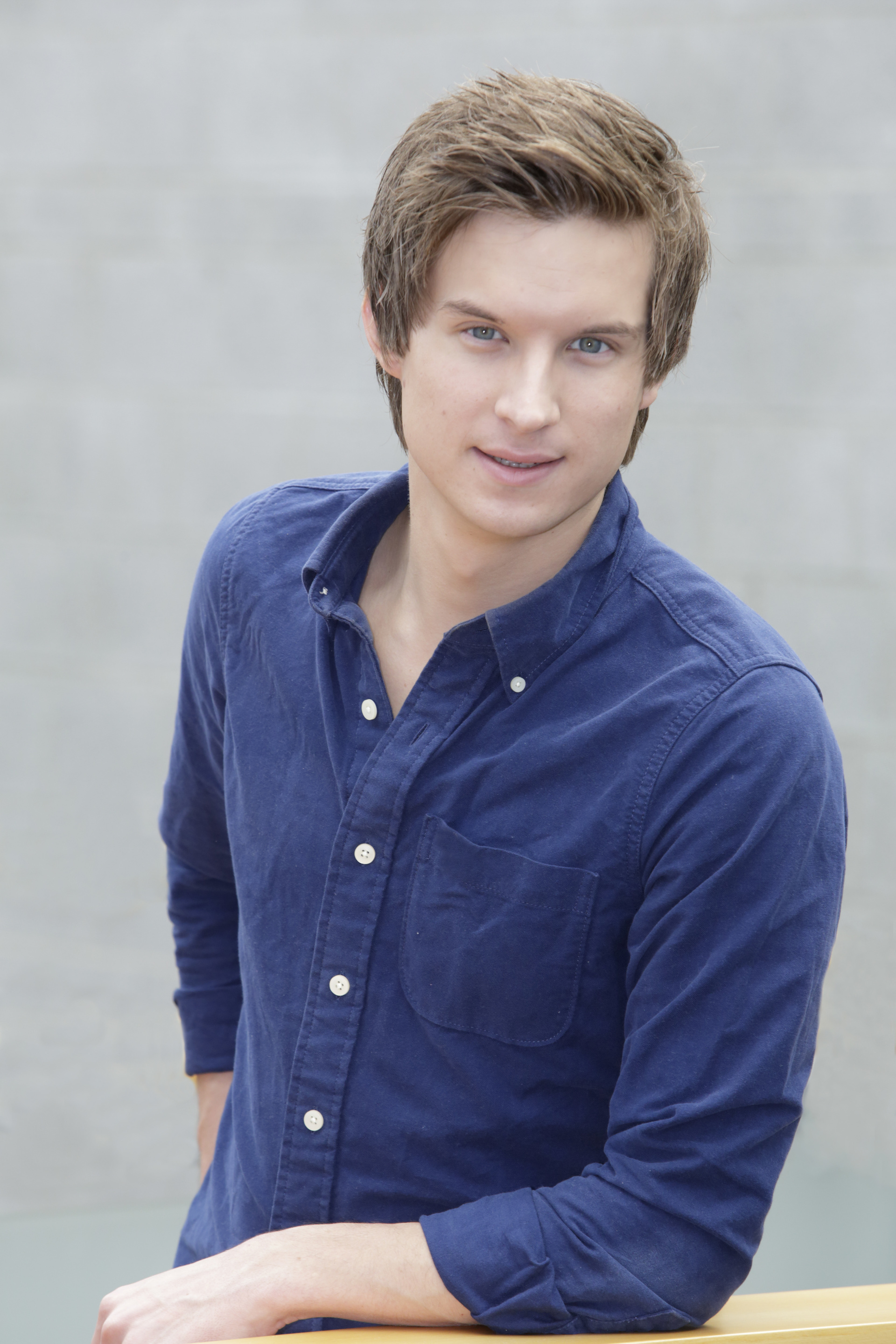
Tim Schreder, 2020

Tim Schreder (* 28. Januar 1991 in Düsseldorf) ist ein deutscher Fernsehmoderator, Reporter, Autor und Filmproduzent.

## Leben und Karriere
Tim Schreder wuchs in Düsseldorf auf. Seit seinem 14. Lebensjahr trat Schreder regelmäßig als Magier und Entertainer auf und hat so auch Kleinkunstpreise gewinnen können. Außerdem spielte Schreder im Jugendensemble des Schauspielhauses Düsseldorf. 2010 absolvierte er sein Abitur am Max-Planck-Gymnasium Düsseldorf. Ab 2011 studierte Schreder an der Fernuniversität Hagen Wirtschaftswissenschaften und schloss sein Studium 2015 mit einem Bachelor of Science ab. Seit 2016 ist er Botschafter der Stiftung Lesen.
Tim Schreder war ab 2011 Moderator und Reporter der Kindernachrichtensendung logo! bei KiKA. Hierzu hat er unter anderem 2012 von den Olympischen Sommerspielen in London sowie den Präsidentschaftswahlen in den USA, 2013 von der Bundestagswahl in Berlin, 2014 von der Fußballweltmeisterschaft in Brasilien, 2015 von der Flüchtlingskrise in ganz Europa und 2016 aus Tschernobyl in der Ukraine berichtet. Im Juli 2024 verabschiedete er sich nach 13 Jahren und 1216 moderierten Sendungen. Von 2018 bis 2023 war er einer der Moderatoren der vom WDR produzierten Sendung Live nach neun. Darüber hinaus moderiert Schreder deutschlandweit diverse Veranstaltungen und tritt als Magier und Entertainer auf. Ab 2015 produzierte er seinen eigenen YouTube-Kanal, auf dem er über aktuelle Nachrichten und Wissensthemen informierte, außerdem zeigt er Vlogs. Dieser Kanal ging im April 2021 in logo! news:date auf, der bis Ende des Jahres einmal wöchentlich aktuelle Themen aus einer Pro- und Contra-Perspektive diskutierte. Moderiert wurde der Kanal von Schreder und seiner Kollegin Jennifer Sieglar.
Im September 2017 veröffentlichte Schreder gemeinsam mit Jennifer Sieglar das Sachbuch Ich versteh die Welt nicht mehr, in dem 24 aktuelle Nachrichtenthemen verständlich und unterhaltsam erklärt werden. Das Buch war mehrere Wochen in den Top 10 der Spiegel-Bestsellerliste in der Kategorie Paperback Sachbuch. In dem 2018 erschienenen Buch Das neue Geld erklärt er verständlich Kryptowährungen wie Bitcoin  und erläutert, welche gesellschaftlichen Veränderungen durch sie ausgelöst werden könnten. 2022 veröffentlichte Schreder zusammen mit Sieglar das Buch Nie wieder keine Ahnung. Seit Mai 2024 verstärkt er das Moderatoren-Team von Phoenix und moderiert Phoenix vor Ort. Schreder fungiert auch als Reporter von Y-Kollektiv.
2016 gründete Tim Schreder gemeinsam mit Christian Hill die Produktionsfirma erzaehlfabrik, mit der er Dokumentationen, Filme und Social-Media-Formate produziert. Ihr erster Fernsehfilm Spiel um Millionen – Das größte E-Sport-Turnier der Welt erschien am 21. August 2024 bei der ARD. Die Doku begleitet zwei deutsche Dota-2-Profispieler auf ihrem Weg zum E-Sport-Turnier The International 2023 in Seattle und bietet Einblicke hinter die Kulissen der E-Sport-Szene.
Am 7. August 2019 heirateten Schreder und Jennifer Sieglar auf Sizilien. Sie leben bei Frankfurt am Main. Gemeinsam haben sie ein Kind (* Mai 2023).

## Auszeichnungen
- 2008: Kleinkunstpreis „Mittsommer-Sprossen“ (Rheinische Post) als Bester Nachwuchskleinkünstler
- 2015: Menschenrechtspreis „Goldene Taube“ im Rahmen von logo!
- 2016: Bildungsmedienpreis „digita“ für das Onlineangebot zur logo!-Reportage Flucht nach Europa
- 2016: Nominierung für den 52. Grimme-Preis für die logo!-Reportage Flucht nach Europa
- 2020: Nominierung für den 56. Grimme-Preis für die Nachrichtensendung logo![11]

## Moderationen
Fernsehen
- 2011 bis 2024: logo!, KiKA
- 2018 bis 2023: Live nach neun, Das Erste
- seit 2024: Phoenix vor Ort, Phoenix

Veranstaltungen (Auszug)
- 2012: Deutscher Nachhaltigkeitspreis, Düsseldorf
- 2015: Landesgartenschau
- 2016: Kindersoftwarepreis TOMMI
- 2016: Weltpremiere Pettersson und Findus – Das schönste Weihnachten überhaupt
- 2018: Cyber Security Summit für Kids
- 2018: Verein(t) für gute Kitas und Schulen
- 2018: Auftaktveranstaltung des europäischen Solidaritätskorps
- 2019: Rückkehrevent des europäischen Solidaritätskorps[12]
- 2019: Festakt zu 100 Jahre ILO (International Labour Organization der Vereinten Nationen)[13]
- 2020: Grüne Woche für GIZ und BMZ

## Bücher
- 2017: Ich versteh die Welt nicht mehr. Piper Verlag, ISBN 978-3-492-06097-4.
- 2018: Das neue Geld. Piper Verlag, ISBN 978-3-492-30746-8.
- 2022: Nie wieder keine Ahnung. Piper Verlag, ISBN 978-3-492-06266-4

## Filmografie
- 2024: Spiel um Millionen – Das größte E-Sport-Turnier der Welt (Fernsehfilm)